# Trinidad és Tobago földrajza

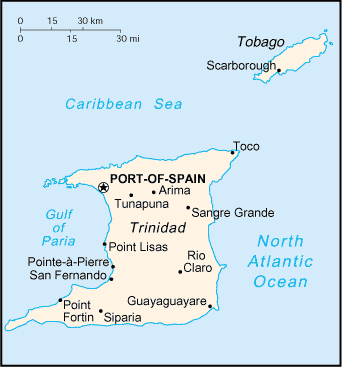
Az ország térképe

Trinidad és Tobago egy szigetország. Számos szigetből áll a Karib-térség déli részén, a Karib-tenger és az Atlanti-óceán között, Venezuelától északkeletre. A szigetek a Kis-Antillák délkeleti szigetei, közel Dél-Amerika kontinenséhez.
Az ország területe 5128 km². Az ország két fő szigetből, Trinidadból és Tobagóból, illetve számos kisebb szigetből áll.
Trinidad Venezuelától 11 km-re, északkeletre található. Emellett a Grenadáktól 130 km-re délre van. A sziget az ország mintegy 93%-át (4768 km²-ot) borítja. Átlagos hossza 80 km, szélessége 59 km.
Tobago Trinidadtól 30 km-re északkeletre van. Területe 298 km², ami az ország területének 5,8%-a. 41 km hosszú és maximum 12 km széles.
A szigetek a kontinentális talapzathoz tartoznak. Egy elsüllyedt hegylánc tagjai. Ma a Paria-öböllel határolódnak el a kontinenstől.
Az ország legmagasabb csúcsa az El Cerro del Aripo (940 méter) és az El Tucuche (936 méter).
Trinidad és Tobagón számos folyó és pataktalálható, ám ezek, a szigetek kis mérete miatt rövidek. A két legjelentősebb az 50 km hosszú Ortoire-folyó, és a 40 km hosszú Caroni-folyó.
Mivel Trinidad Dél-Amerika része volt, az állat- és növényvilága változatosabb, mint a Karib-térség többi részén.

## Statisztikák
- Elhelyezkedés: a Karib-térségben.
- Terület:

Teljes: 5,128 km².
Ebből szárazföld: 5,128 km².
Víz: 0 km².
- Terület-összehasonlítás: valamivel kisebb, mint Jász-Nagykun-Szolnok vármegye.
- Szárazföldi országhatárok hosszúsága: 0 km.
- Tengerpart: 362 km.
- Éghajlat: trópusi, az esős évszak júniustól decemberig tart.
- Terep: alacsony dombok és hegyek vagy sík területek.
- Legalacsonyabban fekvő pont: 0 m (Karib-tenger).
- Legmagasabb pont: 940 m: El Cerro del Aripo.
- Erőforrások: kőolaj, földgáz, aszfalt
- Földhasználat:

Megművelt föld: 15%
Állandó termőföldek: 9%
Állandó legelők: 2%
Erdők:46%
Egyéb: 28%.
(1993-as becslés alapján)
- Öntözött terület: 220 km² (1993-as becslés alapján)
- Természeti katasztrófák: a hurrikánok és a trópusi viharok szokásos útvonalán kívül.
- Környezeti problémák: vízszennyezés, mezőgazdasági vegyszerek, ipari hulladékok, olajszennyezés, erdőirtás, talajerózió.

## Éghajlat
Trinidad és Tobago a trópusi éghajlaton fekszik. Az évi átlaghőmérséklet 26°C, a maximum 34 °C. A páratartalom magas, különösen az esős évszakban, amikor 85-87%. A csapadék évi 2110 mm. Ez főleg június és december közt hullik. Tobago Trinidadhoz hasonló éghajlatú, ám annál valamivel hűvösebb.

## Fordítás
Ez a szócikk részben vagy egészben  a   Geography of Trinidad and Tobago című angol Wikipédia-szócikk fordításán alapul.  Az eredeti cikk szerkesztőit annak laptörténete sorolja fel. Ez a jelzés csupán a megfogalmazás eredetét és a szerzői jogokat jelzi, nem szolgál a cikkben szereplő információk forrásmegjelöléseként.